# يوتيوبر افتراضي
| link = | هذه المقالة يمكن توسيعها اعتمادا على الترجمة في ويكيبيديا اليابانية. (2025-02-11) اضغط [هنا] للتعليمات. - تُعدُّ الترجمةُ الآليةُ من كوكل بمثابةِ نقطةِ انطلاقٍ مُفيدةٍ للترجمات، ولكن يَجبُ على المُترجمينَ مُراجعةُ الأخطاءِ الّتي قد تُصاحبُ الترجمةَ حسبَ الضرورة، والتأكيد على دقةِ الترجمة، بدلاً من مجردِ نسخِ النصِّ المُترجمِ آلياً إلى ويكيبيديا. - لا تُترجمِ النصَّ الذي يبدو غيرَ موثوقٍ أو مُنخفضَ الجودة. تَحقِّقْ من النص بالتأكدِ من المَراجعِ الواردةِ في المقالةِ باللغةِ الأجنبية «إذا كان ذلك مُمكناً». - يجب إضافة قالب {{صفحة مترجمة}} بعد الترجمة إلى صفحة نقاش المقالة لضمان الامتثال لحقوق النشر. - لمزيد من الإرشاد، انظر ويكيبيديا:ترجمة مقالات إلى العربية. |

[[تصنيف:{{{topic}}} articles needing translation from اليابانية Wikipedia]]
يوتيوبر افتراضي أو في تيوبر (بالإنجليزية: Vtuber) هو يوتيوبر يستخدم صورة تشخيصية افتراضية يتم إنشاؤها باستخدام جرافيك الحاسوب وبرامج أو تقنية التقاط الحركة في الوقت الفعلي. اليوتيوبر الافتراضي هو اتجاه رقمي نشأ في اليابان في منتصف عام 2010، ومنذ أوائل عام 2020، أصبح ظاهرة دولية على الإنترنت.